# Jean Casier (1908-2008)
Jean Marie Joseph Victor Augustin Ghislain Casier (Waregem, 8 oktober 1908 - aldaar, 29 januari 2008) was een telg uit de Belgische adellijke familie Casier.

## Biografie
Jean Casier is een telg uit het geslacht Casier. Hij was een zoon van industrieel Gabriel Casier (1883-1971) en Germaine de Lophem de Schietere (1885-1980). In 1939 huwde hij met Marie-Anne Desclee de Maredsous. Ze namen hun intrek in het kasteel van Nokere.
Hij werkte als technisch ingenieur in de vlasspinnerij van de familie Casier in Gent, maar werd vooral bekend nadat hij in 1966 voorzitter werd van de Koninklijke Waregemse Koersmaatschappij. Die vereniging organiseert elk jaar de Grote Steeple-Chase van Vlaanderen. Casier zorgde tijdens zijn voorzitterschap voor de opbloei van Waregem Koerse en maakte Waregem bekend als "paardenstad".
Casier was ook voorzitter van de Koninklijke Fanfare Sint-Cecilia in Nokere en oprichter en voorzitter van de Belgian Driving Association.
De titel van ereburger werd toegekend aan Jean Casier tijdens de gemeenteraadszitting van 4 oktober 1988 voor zijn uitzonderlijke verdiensten voor Waregem, de paardensport in het bijzonder.